# Адам Столь
Адам Мікаель Свен Столь (швед. Adam Mikael Sven Ståhl, нар. 8 жовтня 1994, Бурос, Швеція) — фінський футболіст, вінгер шведського клубу «Юргорден».

## Ігрова кар'єра

### Клубна
Адам Столь починав займатися футболом у своєму рідному місті Бурос, у клубі «Ельфсборг». У 2013 році він перебрався до «Норрбю», з яким у сезоні 2016 року вийшов до Супереттан і 17 квітня 2017 року зіграв першу гру в Другому дивізіоні шведського чемпіонату.
У січні 2018 року Столь перейшов до турецького клубу «Кардемір Карабюкспор», з яким підписав контракт на два з половиною роки. Але за пів року до кінця сезону футболіст провів лише вісім поєдинків у складі турецького клубу і влітку 2018 року повернувся до Швеції, де сезон дограв у клубі «Далькурд», а всічні 2019 року підписав трирічний контракт з «Сіріусом». У складі «Сіріуса» 31 березня 2019 року Столь дебютував у Аллсвенскан.
Перед початком сезону 2022 року вінгер як вільний агент перейшов до клубу «М'єльбю». Відіграв у команді два з половиною сезони і в липні 2024 року приєднався до столичного «Юргордена», з яким підписав контракт до кінця 2027 року.

### Збірна
В кінці серпня 2024 року Адам Столь отримав виклик до розташування національної збірної Фінляндії на матчі Ліги націй. Першу гру в збірній Фінляндії Столь провів 7 вересня проти команди Греції.